# جون بالانتين
جون بالانتين هو عازف جاز وملحن وعازف بيانو كندي، ولد في 8 أكتوبر 1963 في ساسكاتشوان في كندا.

## وصلات خارجية
- جون بالانتين على موقع ميوزك برينز (الإنجليزية)
- جون بالانتين على موقع أول ميوزيك (الإنجليزية)
- جون بالانتين على موقع ديسكوغز (الإنجليزية)